# Monkton Deverill
Monkton Deverill är en by i civil parish Kingston Deverill, i distriktet Wiltshire, i grevskapet Wiltshire, i England. Byn är belägen 8 km från Warminster. Monkton Deverill var en civil parish fram till 1934 när blev den en del av Kingston Deverill. Civil parish hade 108 invånare år 1931.